# Martire
Martire ist eine australische Thrash-, Black- und Death-Metal-Band aus Adelaide, die 1986 gegründet wurde.

## Geschichte
Die Band wurde im Jahr 1986 gegründet. 1991 erschien bei Dominator Records eine selbstbetitelte EP, worauf die Besetzung aus dem Sänger und Gitarristen Vince Feleppa, dem Gitarristen Tony Vlavis, dem Schlagzeuger Dave Hopgood und dem Bassisten Frank Usmiami besteht. Nach einem Auftritt zusammen mit Morbid Angel im Jahr 1992, pausierte die Band. Erst als der Gitarrist und Sänger Don Taylor im Jahr 1995 hinzukam, wurde die Band wiederbelebt. Komplettiert wurde die Besetzung durch den Schlagzeuger Denny „The Serpent Inquisitor“ Blake und den Bassisten Damon „The Great Righteous Destroyer“ Good. In der folgenden Zeit war die Band immer wieder inaktiv. 1998 erschien bei dem deutschen Label Merciless Records die EP Lucifer, der sich im folgenden Jahr eine Split-Veröffentlichung mit Angelcorpse anschloss. 2004 erschien die Split-Veröffentlichung United in Hell bei Apocalyptor Records mit der polnischen Band Throneum. Martire steuerte hierfür Lieder bei, die eigentlich für ein Debütalbum geplant waren. Ein erstes Album erschien jedoch erst 2012 bei Nuclear War Now! Productions unter dem Namen Brutal Legions of the Apocalypse.

## Stil
Laut Brian Fischer-Giffin in seiner Encyclopedia of Australian Heavy Metal spielt die Band eine rohe und extreme Mischung aus Thrash- und Death-Metal. Sie sei eine der am längsten existierenden Bands des australischen Untergrunds. Auf der selbstbetitelten EP gebe es aggressiven Death Metal, der wie eine beschleunigte Version von Slayer klinge. Erik Danielsson von Watain nannte im Interview mit Déa di Morté von mysticmetal.com.au die Band neben Mortal Sin, Bestial Warlust, Spear of Longinus, Slaughter Lord und Sadistik Exekution einen wichtigen Teil der alten australischen Metal-Szene. Sophus von themonolith.com schrieb in seiner Rezension zu Brutal Legions of the Apocalypse, dass die 1991er selbstbetitelte EP ein kleiner Klassiker des barbarischen Black- und Death-Metal ist. Das Album klinge nun nicht nur wie nichts was die Band zuvor gemacht habe, sondern sei auch für das Death-Metal-Genre ungewöhnlich. Es gebe jedoch immer noch eine Mischung aus Black- und Death-Metal, die man am ehesten mit der Musik von Blasphemy oder Bestial Warlust vergleichen könne. Zudem zog er einen Vergleich zu frühen Technical-Death-Metal-Veröffentlichungen wie die ersten beiden Atrocity-Alben oder die Death-Alben Human und Individual Thought Patterns. Der Schlagzeugklang erinnere an den von der Sodom-EP In the Sign of Evil. Die Spielgeschwindigkeit der Instrumente sei erst sehr hoch. Die Songs würden meist ein mehrfaches Anhören erfordern, um die Strukturen erfassen zu können.

## Diskografie
- 1988: Demo 1 (Demo, Eigenveröffentlichung)
- 1990: Demo 1990 (Demo, Eigenveröffentlichung)
- 1991: Martire (EP, Dominator Records)
- 1992: Demo 92 (Demo, Eigenveröffentlichung)
- 1993: 88-'92 (Kompilation, Dominator Records)
- 1995: Promo 1995 (Demo, Eigenveröffentlichung)
- 1998: Lucifer (EP, Merciless Records)
- 1999: Winds of Desecration / Hellstorm - Chaosrape (Split mit Angelcorpse, Eigenveröffentlichung)
- 2004: United in Hell (Split mit Throneum, Apocalyptor Records)
- 2012: Brutal Legions of the Apocalypse (Album, Nuclear War Now! Productions)